# Rubén Bilbao
Rubén Bilbao Barruetabeña (Ondarroa, Vizcaya, 3 de agosto de 1962) es un exfutbolista español que jugaba como lateral izquierdo. A lo largo de su trayectoria deportiva disputó 138 encuentros de Primera División.

## Trayectoria
Surgido de la cantera de Lezama, Rubén Bilbao debutó en Primera División con el Athletic Club el 29 de octubre de 1983 ante el RCD Espanyol. La temporada anterior había sido cedido al Zamora Club de Fútbol. Fue titular en la final de la Supercopa de España de 1983, ante el FC Barcelona, en el Camp Nou (0-1) disputada el 30 de noviembre. Durante esa temporada continuó jugando en el Bilbao Athletic, en el que había debutado en 1980. En 1984 fichó por el Racing de Santander, donde pasó dos temporadas. En 1986 llegó libre al Atlético de Madrid, donde no disfrutó de muchas oportunidades, por ello se unió al Real Valladolid una temporada después. Su siguiente equipo fue el Real Betis Balompié, donde pasó tres temporadas entre Primera y Segunda División. Se retiró en 1994 después de dos temporadas en el CP Cacereño.

## Estadísticas
| Club                      | Categoría          | País   | Año       | Partidos | Goles |
| ------------------------- | ------------------ | ------ | --------- | -------- | ----- |
| Bilbao Athletic           | Segunda División B | España | 1980-1982 | 60       | 2     |
| Zamora Club de Fútbol     | Tercera División   | España | 1982-1983 | ¿?       | ¿?    |
| Bilbao Athletic           | Segunda División   | España | 1983-1984 | 29       | 1     |
| Athletic Club             | Primera División   | España | 1983-1984 | 2        | 0     |
| Racing de Santander       | Primera División   | España | 1984-1986 | 64       | 4     |
| Atlético de Madrid        | Primera División   | España | 1986-1987 | 15       | 0     |
| Real Valladolid           | Primera División   | España | 1987-1988 | 25       | 0     |
| Real Betis Balompié       | Primera División   | España | 1988-1991 | 53       | 0     |
| Real Ávila Club de Fútbol | Segunda División B | España | 1991-1992 | 7        | 1     |
| CP Cacereño               | Segunda División B | España | 1992-1994 | 27       | 0     |

## Palmarés
| Título        | Club          | País   | Año  |
| ------------- | ------------- | ------ | ---- |
| Liga española | Athletic Club | España | 1984 |